# Tihomir Blaškić
Tihomir Blaškić (* 2. November 1960 in Brestovsko, Gemeinde Kiseljak, SFR Jugoslawien) war von 1992 bis 1995 Kommandant (ab 1994 General) des Kroatischen Verteidigungsrates HVO.
Blaškić kommandierte die Truppen der HVO im Lašva-Tal in Zentralbosnien, wo hauptsächlich Bosniaken und Kroaten lebten. Zwischen Mai 1992 und Januar 1993 verschärften sich die Spannungen zwischen diesen beiden Gemeinschaften. Im April 1993 griffen kroatische Streitkräfte, an deren Spitze Blaškić stand, verschiedene bosniakische Gemeinden im Tal an.

## Anklage, Urteil und Freilassung
1996 erhob der Internationale Strafgerichtshof für das ehemalige Jugoslawien (ICTY) wegen schwerer Kriegsverbrechen Anklage gegen Blaškić. Am 3. März 2000 wurde er zu 45 Jahren Haft verurteilt.
Gegen das Urteil legte Blaškić am 17. März 2000 Berufung ein. Am 29. Juli 2004 reduzierte die Berufungskammer die Strafe auf neun Jahre Gefängnis. Er habe teilweise legitime militärische Ziele verfolgt, teilweise Befehle von anderen hochrangigen Personen entgegengenommen und ausgeführt. Außerdem könne man zahlreiche Sachverhalte nicht unzweifelhaft aufklären. 16 von 19 Anklagepunkten wurden für nichtig erklärt.
Die 2004 vom Gericht bestätigten Anklagepunkte betrafen u. a.:
- vorsätzliche Tötung von Zivilisten
- vorsätzliche Verursachung großer Leiden oder schwere Beeinträchtigung der körperlichen Unversehrtheit oder der Gesundheit
- Zerstörung von Eigentum in großem Ausmaß
- unmenschliche Behandlung
- Geiselnahme von Zivilpersonen
- illegale Angriffe auf Zivilpersonen und auf zivile Einrichtungen
- Plünderung öffentlichen und privaten Eigentums
- Verbrechen gegen die Menschlichkeit
- Einsatz von Kriegsgefangenen als menschliche Schutzschilde

Am 2. August 2004 wurde Blaškić aus der weitgehend verbüßten Haft entlassen.